# Distrikt Vilcas Huamán
Der Distrikt Vilcas Huamán liegt in der Provinz Vilcas Huamán in der Region Ayacucho in Südzentral-Peru. Der Distrikt wurde am 1. Februar 1944 gegründet. Er besitzt eine Fläche von 220 km². Beim Zensus 2017 wurden 6835 Einwohner gezählt. Im Jahr 1993 lag die Einwohnerzahl bei 7323, im Jahr 2007 bei 8300. Sitz der Provinz- und Distriktverwaltung ist die 3470 m hoch gelegene Kleinstadt Vilcas Huamán (auch Vilcashuamán) mit 2672 Einwohnern (Stand 2017). Vilcas Huamán liegt 62 km südsüdöstlich der Regionshauptstadt Ayacucho.

## Geographische Lage
Der Distrikt Vilcas Huamán liegt im Andenhochland zentral in der Provinz Vilcas Huamán. Der Río Vischongo fließt entlang der westlichen Distriktgrenze nach Süden und mündet in den nach Südosten fließenden Río Pampas. Im Osten wird der Distrikt ebenfalls vom Río Pampas begrenzt. Dort fließt dieser in nördliche Richtung.
Der Distrikt Vilcas Huamán grenzt im Süden an die Distrikte Saurama und Huambalpa, im Westen an den Distrikt Colca (Provinz Víctor Fajardo), im Nordwesten an den Distrikt Vischongo, im Norden an den Distrikt Concepción sowie im Osten an den Distrikt Cocharcas (Provinz Chincheros).

## Ortschaften
Neben dem Hauptort gibt es folgende größere Ortschaften im Distrikt:
- Chanen (263 Einwohner)
- Colpapampa (294 Einwohner)
- Estanciapata
- Huaccada
- Parcco
- Pillucho
- Pomatambo
- Putacca
- San Antonio de Pincha
- San Francisco de Pujas (362 Einwohner)
- San Juan de Chito (371 Einwohner)
- San Martín de Hercomarca (272 Einwohner)
- Santa Rosa de Huancapuquio
- Yuraccyacu (323 Einwohner)

## Im Distrikt Vilcas Huamán geboren
- Tarcila Rivera Zea (* 1950), peruanische Quechua-Aktivistin, Menschen- und Frauenrechtlerin